# 海洋法に関する国際連合条約
海洋法に関する国際連合条約（かいようほうにかんするこくさいれんごうじょうやく、英: United Nations Convention on the Law of the Sea）は、海洋法に関する包括的・一般的な秩序の確立を目指して1982年4月30日に第3次国連海洋法会議にて採択され、同年12月10日に署名開放、1994年11月16日に発効した条約である。
通称・略称は、国連海洋法条約（こくれんかいようほうじょうやく）、UNCLOS。17部320条の本文と、9つの附属書で構成されている。2019年4月末現在、168の国・地域と欧州連合が批准している。
世界の大洋に面した主な非締結国として、アメリカ合衆国、トルコ、ペルー、ベネズエラがある。ただし、深海底に関する規定以外の大部分の規定が慣習国際法化しているため、アメリカなどの非締約国も事実上海洋法条約に従っている。
国際海洋法において、最も普遍的・包括的な条約であり、基本条約であるため、別名「海の憲法」とも呼ばれる。

## 概要
領海および接続水域、国際海峡、群島水域、排他的経済水域、大陸棚、公海、島、閉鎖海および半閉鎖海、内陸国の海洋への出入りの権利、深海底、海洋環境保護・保全、海洋科学調査、海洋科学技術、国際海洋法裁判所が設置などといった国際紛争の解決、という海洋法に関する包括的な制度を規定する。1982年4月30日にジャマイカのモンテゴ・ベイにおいて第3次国際連合海洋法会議で採択された条約で、1994年11月16日に発効した。第1次国連海洋法会議で採択された領海条約、大陸棚条約、公海条約、公海生物資源保存条約の4つの条約、いわゆる「ジュネーヴ海洋法4条約」の内容を発展させたものである。条約採択当時から深海底について規定した条約第11部（第133条〜第191条）に対して先進国の不満が根強く、採択から12年後の1994年に条約第11部の内容を実質的に修正する国連海洋法条約第11部実施協定が採択されてようやく本条約は発効した。

## 条約本文
条約本文は前文と17の部によって構成されている。各部・各条には表題が付けられている。。
1. 第1部「序」
2. 第2部「領海及び接続水域」
3. 第3部「国際航行に使用されている海峡」
4. 第4部「群島国」
5. 第5部「排他的経済水域」
6. 第6部「大陸棚」
7. 第7部「公海」
8. 第8部「島の制度」
9. 第9部「閉鎖海又は半閉鎖海」
10. 第10部「内陸国の海への出入りの権利及び通過」
11. 第11部「深海底」
12. 第12部「海洋環境の保護及び保全」
13. 第13部「海洋の科学的調査」
14. 第14部「海洋技術の発展及び移転」
15. 第15部「紛争の解決」
16. 第16部「一般規定」
17. 第17部「最終規定」

### 領海及び接続水域

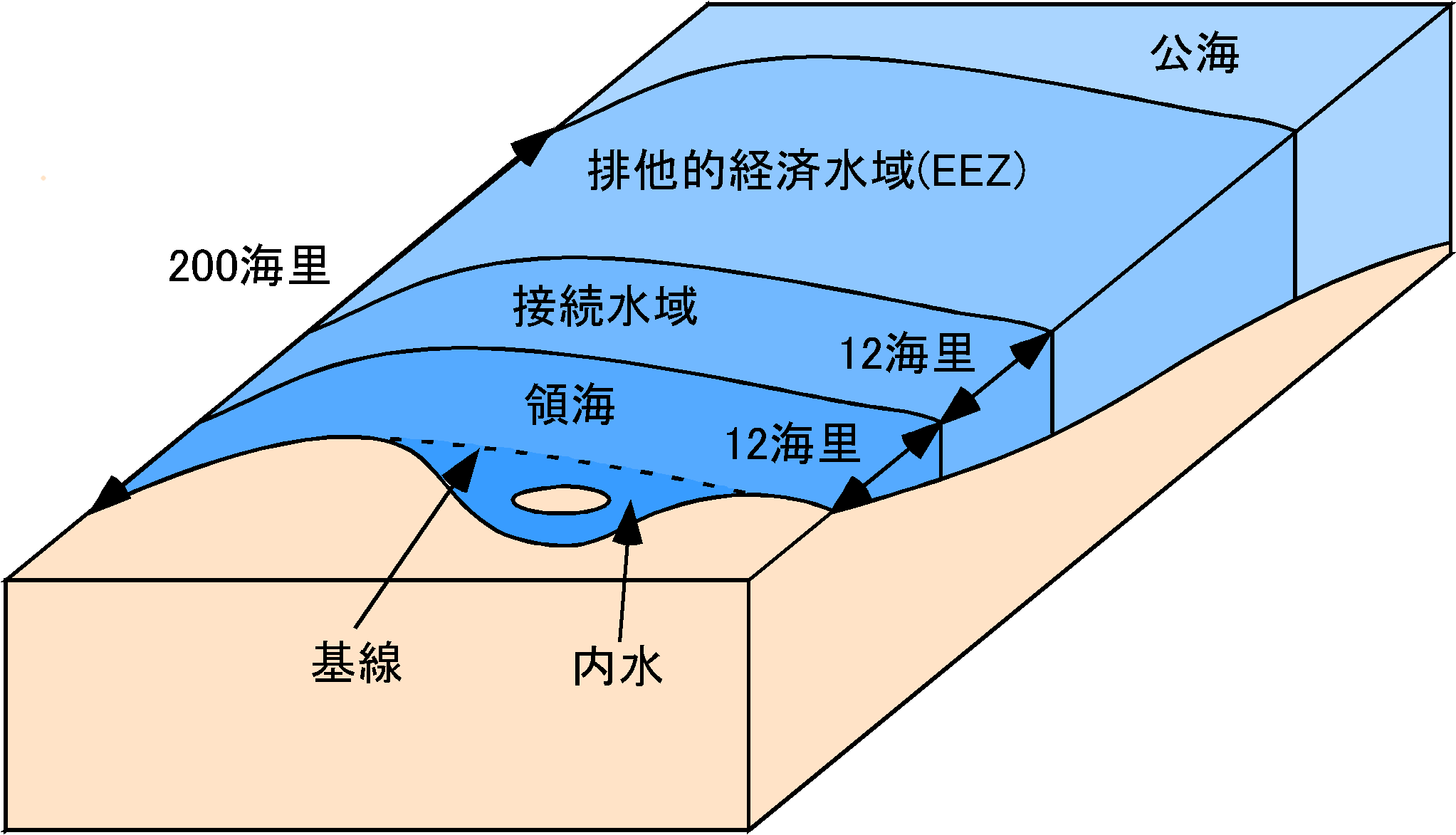
基本的な海域の区分。

第2部「領海及び接続水域」（第2条〜第33条）では、内水、領海、領海基線、領海の無害通航権、接続水域に関する規定がおかれている。第2部によると、内水とは陸地側から見て領海基線より内側のすべての海域であって群島水域（「群島国」を参照。）を除くものであり（第8条第1項、第9条）、河川、湾、港、内海、湖もこれに該当する。自国の内水に対して国家は領土と同程度に排他的な権利を行使することができる（第8条第2項）。内水の外縁となる領海基線から外側に12カイリまでの水域を沿岸国は領海として設定できることとされ（第3条）、内水の場合と違い領海においては、沿岸国は他国に対して無害通航権を認めなければならない（第17条、第19条第1項）。接続水域に関する規定（第33条）は、「通関上、財政上、出入国管理上又は衛生上の規則」への違反を防止するために沿岸国が規制権を行使できるとした領海条約第24条を引き継いだものであるが、領海条約では接続水域は領海基線から12カイリまでとされていたのに対し、国連海洋法条約においては領海の範囲が12カイリまで拡大されたことに伴い、接続水域を24カイリにまで拡張できることとされた。

### 国際航行に使用されている海峡

ギリシャ領のコルフ島とアルバニア本土に挟まれたコルフ海峡。

第3部（第34条〜第45条）では「国際航行に使用されている海峡」として国際海峡に関する制度を規律する。本部ではこれに該当する水域としてまず「公海又は排他的経済水域の一部分と公海又は排他的経済水域の他の部分との間にある国際航行に使用されている海峡」（第37条）を挙げ、この水域を航行する船舶は、その水域が他の国の領海内であったとしても通過通航権を享受することができる（第38条）。この通過通航権は沿岸国にとっての無害性が条件とされていないという点で、領海における無害通航権よりも船舶の旗国にとって強力な権利と言える。同部ではさらに「公海又は一の国の排他的経済水域の一部と他の国の領海との間にある海峡」を挙げ、ここにおいては沿岸国は他国船舶の無害通航権を認めなければならない（第45条第1項）。ただしこの無害通航権は、沿岸国が航行を「停止してはならない」（第45条第2項）とされるなど領海における無害通航権と異なる点があるため、「強化された無害通航権」とも呼ばれる。

### 群島国

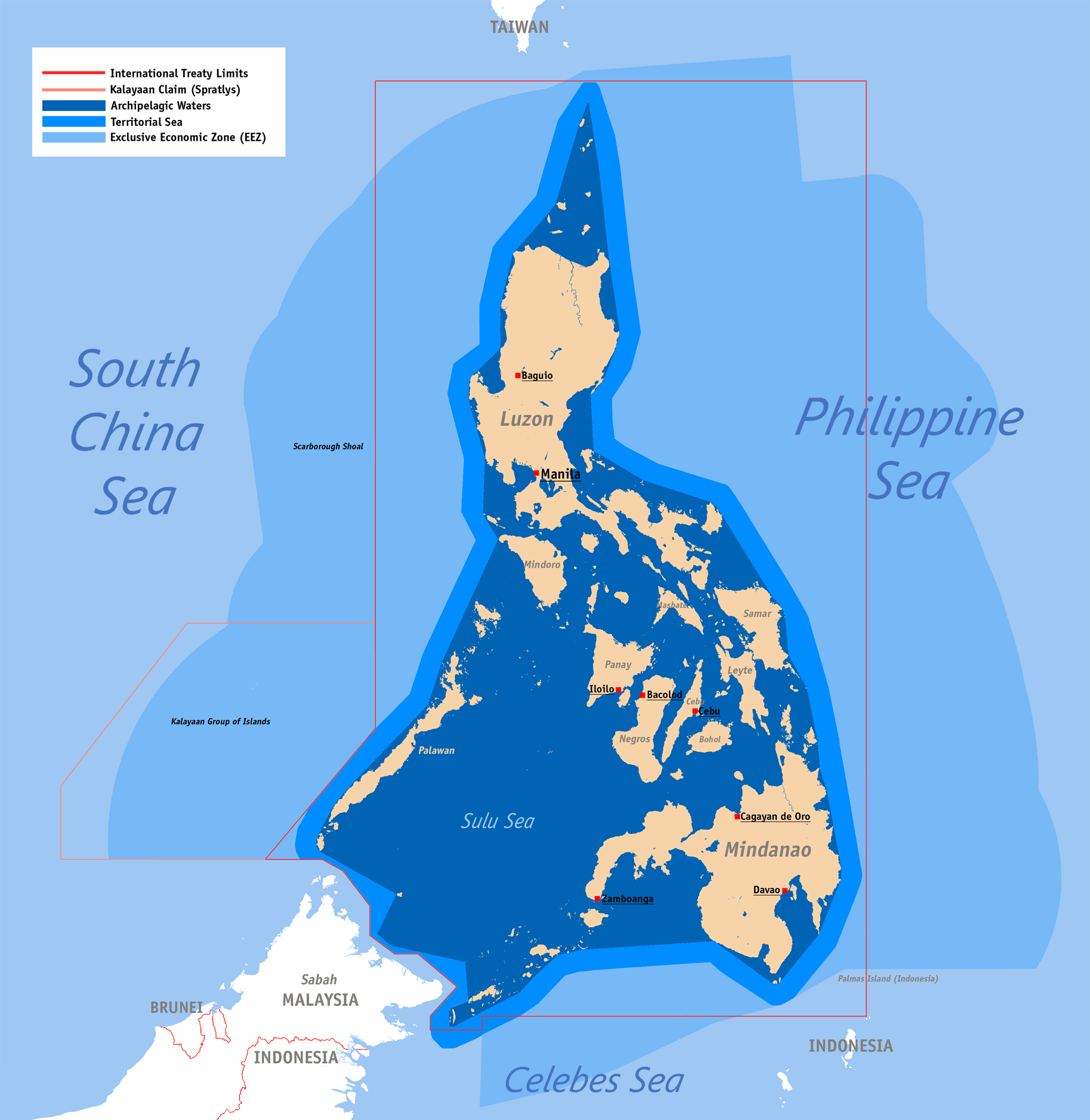
濃い青色で示した海域がフィリピンの群島水域。

第4部（第46条〜第54条）に規定されるのは「群島国」である。群島国とは島の集団で構成される国家のことで、それらの島々が地理的、経済的、政治的、歴史的に周囲の水域と密接な関連をもつもののことであり、こうした水域のことを群島水域という（第46条）。群島国は群島の最も外側の島々を結ぶ線を群島基線として設定することができ（第47条）、群島国の場合には領海、接続水域、排他的経済水域、大陸棚を設定することのできる幅をこの群島基線から算出する。この群島基線より内側の海域であって、内水を除くものが群島水域とされる。この群島水域は領海とほぼ同様の性質をもち、群島国の主権が群島水域とその地下およびその上空に及ぶが、領海の場合と同じように群島国は他国の無害通航権を受忍しなければならず、これに加えて他国船舶、航空機の群島航路帯通航権も受忍しなければならない（第51条〜第53条）。群島国の群島国たる条件は、基線の内側の水域と陸地の面積の比が、1対1から1対9の間であり（国連海洋法条約第47条1項）、ひとつ直線基線の長さが100カイリを超えず、ただし基線の総数の3パーセントまでは最長125カイリまで（同条約第47条2項）である。例えばインドネシアやフィリピンなどが、これに当てはまる。

### 排他的経済水域

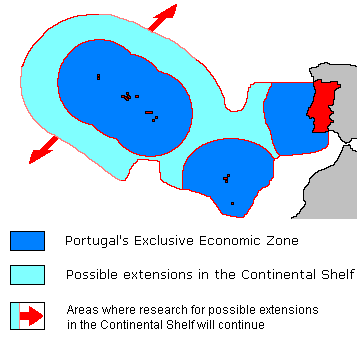
ポルトガルの海域を示した参考図。
の海底は同国の大陸棚で、その上部水域は同国の排他的経済水域。原則としてポルトガル国旗を揚げた船舶でしか通行できない。
の海底は同国の大陸棚で、その上部水域は公海。この範囲は自由に船の通行ができるが、潜水行為は違法。

濃い青色で示した部分が、排他的経済水域ではない海。

第5部（第55条〜第75条）は「排他的経済水域」である。排他的経済水域の制度は本条約によって新たに創設されたものであり、沿岸国は自国の領海に接続する水域で、領海基線から200カイリまでの水域を排他的経済水域として宣言することができる（第55条、第57条）。排他的経済水域において沿岸国は、「海底の上部水域並びに海底及びその下の天然資源の探査、開発、保存及び管理のために主権的権利」と「排他的経済水域における経済的な目的で行われる探査及び開発のためのその他の活動に関する主権的権利」を有する（第56条第1項）。ここで言う主権的権利とは、国家である以上主権に付随して認められる権利のことであるが、主権そのものとは異なる。つまり、排他的経済水域に対して国家が有する主権的権利とは、天然資源の探査、開発、保存、管理などといった経済的目的にのみ限定された権利のことであり（第56条）、領域主権ほど排他的な権利ではない。そのため排他的経済水域における沿岸国の「排他性」は、その名称にもかかわらず極めて制限されたものとも言える。条約に定められた目的以外のための利用に関しては基本的に公海としての地位を有し、外国船舶や外国航空機は他国の排他的経済水域において上記のような排他的経済水域において認められる沿岸国の主権的権利を侵害しない限り航行・上空飛行の自由を有する（第58条第1項）。沿岸国には自国の排他的経済水域における生物資源の保存・最適利用促進の義務が課され、その水域における漁獲可能量と自国の漁獲能力を決定したうえ余剰分については他国に漁獲を認めなければならない（第61条第1項、第62条第1項・第2項）。

### 大陸棚
第6部（第76条〜第85条）では「大陸棚」について規定する。本条約が定義するところの大陸棚とは、領海をこえ領土の自然の延長をたどって大陸縁辺部の外縁に至るまでか、または大陸縁辺部の外縁が領海基線から200カイリの距離まで延びていない場合には基線から200カイリの距離までの、海底およびその地下とされる（第76条第1項）。前者の場合、つまり大陸縁辺部の外縁が領海基線から200カイリ以上に延びている場合には、領海基線から350カイリまでか、または2500メートルの等深線から100メートルの距離をこえてはならない（第76条第5項）。この範囲を超える海底区域に関しては大陸棚とは別の第11部「深海底」の法制度が適用される。また大陸棚の上部水域については第5部「排他的経済水域」の法制度か、または第7部「公海」の法制度が適用される。沿岸国は自国の大陸棚を探査・開発するための主権的権利を有する（第77条）。これは天然資源の開発などの目的に限定された権利、という点で#排他的経済水域で述べた同水域に対する沿岸国の主権的権利と同質のものである。具体的には大陸棚での海底電線・パイプラインの敷設権（第79条）、大陸棚における海洋構築物の建設・運用・利用許可・規制等の権利（第80条）、大陸棚の掘削の許可権や規制権（第81条）であり、開発の対象となる大陸棚の天然資源は、大陸棚海底とその地下にある鉱物資源や、定着性の生物資源である。

### 公海
第7部（第86条〜第120条）は「公海」である。公海とは、内水、領海、群島水域、排他的経済水域を除いた海洋のすべての部分とされる（第86条）。国家による領有を禁止される海域（第89条）であると同時に、他国の利益に「妥当な考慮」を払う限りすべての国が自由に使用することができるとする（第87条）。具体的にこの自由には航行の自由、上空飛行の自由、漁獲の自由、海底電線・海底パイプライン敷設の自由、人工島など海洋構築物建設の自由、海洋科学調査の自由が含まれる（第87条第1項）。ただし漁獲の自由については、それに対して漁業資源保存のために必要な措置を自国民に対してとる義務（第117条）や国家間の協力義務（第118条）などといった、生物資源保存に関する協力義務がおかれている。公海上の船舶は基本的に旗国の管轄に服し（第92条、第95条、第96条）、船舶内で行われた犯罪行為に対する強制措置は旗国の国内法に基づいて行われるが、第110条は海賊、奴隷取引、海賊放送、無国籍船や船籍の偽装に対しては旗国以外の国の軍艦による取り締まりを認めた。

### 島の制度
第8部（第121条）は「島の制度」である。水に囲まれていて高潮時にも水面上にある自然に形成された陸地を島と定義する（第121条第1項）。島にも独自に領海、接続水域、排他的経済水域、大陸棚が認められることとされた（第121条第2項）ため、何をもって島とするのか、その定義を厳格かつ詳細に定めることを求める主張が強まった。本条約では人工島は島としての地位を有さないとし（第60条第8項）、「人間の居住又は独自の経済的生活を維持することのできない岩」に対しては、「岩」独自の排他的経済水域や大陸棚を認めないとした（第121条第3項）。